# Mysidia perspicua
Mysidia perspicua är en insektsart som beskrevs av Broomfield 1985. Mysidia perspicua ingår i släktet Mysidia och familjen Derbidae. Inga underarter finns listade i Catalogue of Life.